# Ellerton Abbey
Ellerton Abbey est une paroisse civile du Yorkshire du Nord, en Angleterre.